# タイレル・ビッグス
タイレル・ビッグス（Tyrell Biggs、1960年12月22日 - ）は、アメリカ合衆国の男性プロボクサー。ペンシルベニア州フィラデルフィア生まれ。1984年ロサンゼルスオリンピックボクシングスーパーヘビー級金メダリスト。
鋭いジャブを持っているが、パンチ力にやや欠ける。軽快なフットワークから鋭いジャブを繰り出す、スタイリッシュな長身のボクサータイプ。（ジョー小泉曰く）ただし、フットワークは、モハメド・アリほど軽快では無い。

## 来歴
1984年ロサンゼルスオリンピックボクシングスーパーヘビー級に出場し、金メダルを獲得した。
1984年11月15日、プロデビュー。
1987年3月7日、デビット・ベイと対戦。試合途中、左瞼（もしくは右瞼）をカットし、流血で苦戦する展開ながらも、TKO勝ち。マイク・タイソン vs. トニー・タッカー戦の勝者への挑戦権を得た。
1987年10月16日、WBA・WBC・IBF世界ヘビー級タイトルマッチでマイク・タイソンと無敗同士の対戦。序盤は足を使って、中々いいボクシングをしたが、2R中盤過ぎあたりから、早くもタイソンに捕まり始める。瞼をカットし、流血しながら苦戦の末、7Rに2度のダウンを喫しKO負け。ダメージは深かった。
1991年11月23日、レノックス・ルイスと対戦し、3回KO負け。
1998年8月27日の試合を最後に引退した。